# Завадовський Євстахій
Завадовський Євстахій (Завадов, роки н. і см. невідомі) — український гравер на дереві 2-ї половини 17 століття, один з перших визначних бароккових граверів 1680-х років. Працював у Києві, де його роботи друкувалися у виданнях Києво-печерської лаври та Львові, де його роботи друкувалися у виданнях братської друкарні. Роботи підписував монограмою «EZ».
Автор гравюр «Євангеліст Матфій» (1681), «Євангеліст Іоанн» (1683), «Розп'яття з предстоячими» («Служебник», Львів, 1691), «Вседержитель на престолі» («Псалтир», Київ. 1697), «Христос з книгою» («Служебник», Львів, 1712), «Євангеліст Лука» («Євангеліє», Львів, 1744). Дереворити Завадовського також вміщено в львівському «Апостолі» (1696), «Октоїху» (1686 і 1715), в «Акафістах» Києво-Печерської Лаври (1693) й інших виданнях.